# Neeskens Kebano
Neeskens Kebano (Montereau, 1992. március 10. –) francia születésű francia korosztályos válogatott labdarúgó, de felnőtt szinten a kongói DK válogatottban szerepel. Jelenleg a Fulham játékosa.

## Statisztika
2013. január 6-i állapot szerint.
| Klub                | Szezon           | Bajnokság | Bajnokság | Bajnokság | Kupa  | Kupa  | Kupa  | UEFA  | UEFA  | UEFA  | Összesen | Összesen | Összesen |
| Klub                | Szezon           | Mérk.     | Gólok     | Gólp.     | Mérk. | Gólok | Gólp. | Mérk. | Gólok | Gólp. | Mérk.    | Gólok    | Gólp.    |
| ------------------- | ---------------- | --------- | --------- | --------- | ----- | ----- | ----- | ----- | ----- | ----- | -------- | -------- | -------- |
| Paris Saint-Germain | 2010–11          | 3         | 0         | 0         | 2     | 1     | 0     | 1     | 0     | 0     | 6        | 1        | 0        |
| Paris Saint-Germain | 2011–12          | 0         | 0         | 0         | 0     | 0     | 0     | 2     | 0     | 0     | 2        | 0        | 0        |
| Paris Saint-Germain | Összesen         | 3         | 0         | 0         | 2     | 1     | 0     | 3     | 0     | 0     | 8        | 1        | 0        |
| Caen                | 2012–13          | 9         | 1         | 0         | 4     | 1     | 0     | 0     | 0     | 0     | 13       | 2        | 0        |
| Caen                | Összesen         | 9         | 1         | 0         | 4     | 1     | 0     | 0     | 0     | 0     | 13       | 2        | 0        |
| Karrier összesen    | Karrier összesen | 12        | 1         | 0         | 6     | 2     | 0     | 3     | 0     | 0     | 21       | 3        | 0        |